# 滕西華
滕西華（1973年1月23日—），女，生於台灣臺中市，中華民國社會工作者、政治人物，從事人權工作與健康政策相關工作，曾任民間監督健保聯盟發言人、中華民國身心障礙聯盟秘書長、台灣社會心理復健協會理事長。

## 生平
父親為中華民國國軍外省籍職業軍人，她是家中長女。東吳大學社會工作學系畢業、國立臺灣大學健康政策與管理研究所碩士畢業。畢業後曾任職私人公司一年，任總經理秘書；後回到社工領域，從事精障社工與長照工作。
2019年，由親民黨提名為全國不分區立法委員名單第一名。在2020年立委選舉中，因親民黨未通過5%得票門檻，未能成為立委。
2020年6月13日星期六，於衛生福利部中央健康保險署於臺北市召開的特殊材料差額負擔上限討論會中，主席制止醫勞盟違反會場明文「請勿直播」的行為後，徵詢其他會眾對直播之意見時，滕西華反對醫勞盟直播。之後於同一場會議中發言表示，滕不反對直播，但應由健保署樓下守候的大眾傳播媒體進入會議場所直播，不應由會眾，未經徵詢在場意見及討論，擅自直播。醫勞盟就本事件對滕西華猛烈批評。